# Bürgerversammlung
Als Bürgerversammlung werden, überwiegend in Deutschland, politische Versammlungen auf kommunaler Ebene bezeichnet. Der Ausdruck ist dort jedoch nahezu durchgängig ein alltagssprachlicher (Ausnahme: Bayern und Hessen), dem keine weiterführende rechtliche Bedeutung zukommt. So ist die aktive Teilnahme an solchen Versammlungen in aller Regel nicht auf Bürger beschränkt, sondern steht allen Einwohnern offen. Eine ähnliche, jedoch gesetzlich gefasste Form der politischen Versammlung ist in vielen deutschen Ländern die Einwohnerversammlung.
In Österreich ist der Ausdruck Bürgerversammlung insgesamt weniger verbreitet, jedoch in den Ländern Kärnten und Wien als politische Versammlungsform sogar gesetzlich verankert. In der Schweiz ist der Ausdruck Bürgerversammlung eher unüblich.
Eine Bürgerversammlung zeichnet sich im allgemeinen Verständnis dadurch aus, dass sie die öffentliche Erörterung einer bestimmten Angelegenheit zum Ziel hat. Dabei werden wichtige Informationen und unterschiedlicher Sichtweisen, insbesondere auch zwischen Einwohnerschaft, Verwaltung und Mitgliedern der politischen Vertretung, ausgetauscht. Dieser deliberative Charakter unterscheidet sie von anderen Formen der politischen Versammlung, wie beispielsweise der Demonstration. Sie ist damit als ein Beitrag zur öffentlichen Meinungsbildung zu verstehen und wird im Geflecht der demokratischen Instrumente zumeist der Bürgerbeteiligung zugeordnet.
In der Steiermark ist die Gemeindeversammlung in § 177 VRG (Volksrechtegesetz) geregelt.

## Deutschland
Als Bürgerversammlung werden in Deutschland üblicherweise Versammlungen bezeichnet, die sich an eine unbestimmte politische Öffentlichkeit („die Bürger“) richten. Besonders auf der kommunalen Ebene ist die Bezeichnung Bürgerversammlung weit verbreitet. Oftmals handelt es sich dabei um Veranstaltungen, zu denen die Gemeindeverwaltung oder auch lokale Gliederungen einer Partei einladen. Das Ziel solcher Bürgerversammlungen ist es zumeist, über den Sachstand und die eigene Haltung zu einem bestimmten Thema von öffentlichem Interesse zu informieren.
Jedoch kennen die Gemeindeordnungen der Bundesländer keine Bürgerversammlung (Ausnahme: Bayern und Hessen). Es handelt sich also um eine alltagssprachliche Bezeichnung, der keine gesetzliche Bedeutung zukommt. Politisch verfasste Versammlungen, die mit ausdrücklich niedergelegten Rechten und Pflichten verbunden sind, tragen in den Gemeindeordnungen der deutschen Länder zumeist die Bezeichnung Einwohnerversammlung. In Niedersachsen ist auch der traditionelle Ausdruck Bauernrechnung gebräuchlich.
Da der Begriff Bürgerversammlung in Deutschland sehr etabliert ist, wird er regelmäßig auch in der Bürgerbeteiligung als Bezeichnung für Veranstaltungen genutzt. Dort steht jedoch üblicherweise nicht die einseitige Information „der Bürger“, sondern vielmehr der wechselseitige Austausch von Positionen und Sichtweisen im Vordergrund. Seit etwa 2010 haben insbesondere in Deutschland Kommunen begonnen, sich zur Strukturierung ihrer Bürgerbeteiligung eigene Satzungen („Beteiligungssatzung“) oder Leitlinien für Beteiligung zu geben. Bisweilen werden darin auch Bürgerversammlungen behandelt, sodass diese entsprechend bestimmter Vorgaben organisiert werden müssen.
Die Stadt Bonn hat sich 2014 solche Leitlinien für Beteiligung gegeben. Darin wird die Kommune unter anderem darauf verpflichtet, die Einwohnerschaft in Bürgerversammlungen über wichtigere Vorhaben, Maßnahmen und Lösungen zu informieren. Das unmittelbare Ziel ist die Kommunikation zu verbessern und die Förderung von Transparenz bei öffentlichen Belangen. Die diskursive Versammlung soll so mittelfristig zur Konfliktprävention beitragen.

## Österreich
Die Bezeichnung Bürgerversammlung wird in Österreich unterschiedlich verwendet, meint jedoch in aller Regel eine politische Versammlung in einer Gemeinde (bzw. in Wien in einem Bezirk). Die Länder Kärnten und Wien kennen die Bürgerversammlung als förmliches Instrument in ihrer Gemeindeordnung bzw. in der Stadtverfassung. Manche Gemeinden in anderen Bundesländern bezeichnen die in den dortigen Gemeindeordnungen vorgesehene Gemeindeversammlung abweichend vom Gesetzestext als Bürgerversammlung. Die Ausgestaltung von Bürgerversammlungen (Kärnten und Wien) und Gemeindeversammlungen (Tirol, Land Salzburg, Burgenland und Oberösterreich) ist in Österreich sehr ähnlich. In der medialen Berichterstattung werden bisweilen politische Kundgebungen als Bürgerversammlung bezeichnet.
In Kärnten hat eine Bürgerversammlung den Zweck über Angelegenheiten aus dem Wirkungsbereich der Gemeinde zu berichten. Den Gemeindebürgern ist Gelegenheit zur Stellungnahme zu geben. Eine Bürgerversammlung kann auch durch Unterschriften von 5 v. H. der zum Gemeinderat wahlberechtigten Gemeindebürger einberufen werden. Diese ist spätestens sechs Wochen nach Einlangen des gültigen Antrags durchzuführen. Weiterhin wird die rechtzeitige Bekanntmachung und der Vorsitz der Versammlung geregelt. Weitergehende Verpflichtungen erwachsen aus der Versammlung nicht. Die Bürgerversammlung ist in den §§ 60 und 61 der Kärntner Allgemeinen Gemeindeordnung geregelt.
In Wien hat eine Bürgerversammlung den Zweck, Information und Diskussion über Angelegenheiten, die im ausschließlichen oder überwiegenden Interesse eines Bezirkes liegen, zu ermöglichen. Eine Bürgerversammlung kann durch einfachen Beschluss der Bezirksvertretung, durch Antrag von mindestens einem Fünftel der Mitglieder einer Bezirksvertretung oder durch Unterschrift von 5 v. H. der bei der letzten ordentlichen oder außerordentlichen Volkszählung festgestellten Anzahl von Einwohnern des Bezirkes, erwirkt werden. Allfällige Unterlagen sind mindestens zwei Wochen vor Abhaltung der Bürgerversammlung zur öffentlichen Einsicht aufzulegen. Weitergehende Verpflichtungen erwachsen aus der Versammlung nicht. Die Bürgerversammlung ist im § 104c der Wiener Stadtverfassung geregelt.

## Schweiz
Der Ausdruck Bürgerversammlung ist in der Schweiz weitgehend unüblich, allerdings kennt die Schweizer Demokratie die Bürgergemeindeversammlung. Sie ist eine besondere Form der Gemeindeversammlung, an der alle Personen mit Heimatrecht, also Stimmbürger in deren Bürgerort die Versammlung stattfindet, stimm- und redeberechtigt sind. In der Gemeindeversammlung tritt die Stimmbürgerschaft unmittelbar zusammen und ist dementsprechend in allen Gemeindeangelegenheiten verbindlich beschlussfähig. Nicht alle Schweizer Gemeinden kennen die Gemeindeversammlung. In manchen Gemeinden werden Entscheidungen vom Stimmvolk an der Urne statt in einer Versammlung getroffen. Insbesondere in größeren Gemeinden sind gewählte Gemeindeparlamente üblich.

## Bürgerversammlung als Übersetzungsbegriff
Da der Ausdruck Bürgerversammlung in der deutschen Sprache eine recht allgemeine und unbestimmte Bedeutung hat, wurde und wird er bisweilen als etwas ungenaue Übersetzung für verschiedene Formen von Bürgerbeteiligung, vor allem aus dem englischsprachigen Raum, herangezogen.
So wurde beispielsweise die irische Citizens’ Assembly (2016–18) verschiedentlich als Bürgerversammlung ins Deutsche übersetzt. Für an dieses Vorbild angelehnte Formate hat sich jedoch zumindest in Deutschland seit 2020 die Bezeichnung Bürgerrat weitgehend etabliert.
Ähnlich verhält es sich mit dem im US-Bundesstaat Oregon bestehenden Citizen Initiative Review (wörtlich etwa: ‚Bürgerinitiativenüberprüfung‘). Das aus zufallsgelosten Bürgern zusammengesetzte Gremium prüft die im Bundesstaat aus dem Wahlvolk hervorgegangenen gültigen Initiativen. Es verfasst gemeinschaftlich die Texte für das begleitende Abstimmungsheft, in dem das Für und Wider einer Initiative als Entscheidungshilfe für das Stimmvolk möglichst objektiv und unparteiisch wiedergegeben werden soll.
Auch andere im englischsprachigen Raum verbreitete Verfahren, wie die Citizen Jury (‚Bürgerjury‘) oder das Citizen Panel (‚Bürgergremium‘ oder ‚Bürgerkommission‘) werden bisweilen als Bürgerversammlung übersetzt. Für beide Formate ist jedoch zumindest in deutschsprachigen Fachkreisen die Verwendung der Originalbezeichnung oder einer Teilübersetzung wie ‚Bürgerjury‘ und ‚Bürgerpanel‘ durchaus üblich.